# آلنا زاوارزینا
آلنا زاوارزینا (روسی: Алёна Игоревна Заварзина؛ زادهٔ ۲۷ مهٔ ۱۹۸۹) اسنوبردسوار اهل روسیه است.
وی در مسابقات کشوری و بین‌المللی در مجموع برندهٔ ۱ مدال طلا، ۲ مدال نقره، ۳ مدال برنز شده‌است.